# Tricyclea patrizii
Tricyclea patrizii är en tvåvingeart som beskrevs av Zumpt 1953. Tricyclea patrizii ingår i släktet Tricyclea och familjen spyflugor. Inga underarter finns listade i Catalogue of Life.